# Iris Stobbelaar
Iris Stobbelaar (Amsterdam, 3 oktober 1970) is een kinderboekenschrijfster, regisseuse en actrice.

## Biografie
Iris Stobbelaar werd geboren in Amsterdam op 3 oktober 1970. Na haar middelbare school aan het Willem de Zwijger College ging ze in 1989 naar Maastricht om aan de Toneelacademie de regie-opleiding te doen ze is in 1995 afgestudeerd . Na deze opleiding maakte ze voorstellingen met haar eigen toneelgroep, daarna werkte ze als trainingsacteur voor o.a. de NS en de politie. Ook leende ze haar stem aan de videogame Harry Potter and the Philosopher's Stone en speelde ze in de tv-serie SamSam, waarin ze de rol van Eva vertolkte. In 2003 verhuisde ze naar Amerika, waar ze in 2006 in Blackwater Valley Exorcism speelde en als make-up artist werkte aan films met Rob Schneider en Michael Clarke Duncan. In Amerika begon ze ook met het uitwerken van een idee voor een verhaal dat ze al in Nederland had gekregen. Het resultaat was haar debuut Stranders, dat november 2015 door uitgeverij Ploegsma is uitgebracht.

## Privéleven
Iris Stobbelaar is getrouwd met regisseur Roel Reiné die ze tijdens de opnames van SamSam heeft leren kennen, samen hebben ze een dochter en een zoon.

## Stranders
In 2015 kwam haar boekdebuut Stranders uit bij uitgeverij Ploegsma. Een kinderboek over een jongen die zijn jonge zusje naar een nachtmerrie-achtig rijk verwenst. Op 21 november 2015 werd het eerste exemplaar uitgereikt aan acteur Frank Lammers in De Kinderboekenwinkel Amsterdam.
Stranders gaat over een jongen, Job, die het niet leuk vindt dat hij alsmaar op zijn jonge zusje, Kaatje, moet passen. Als hij voor de zoveelste keer moet babysitten verwenst hij zijn zusje naar een nachtmerrie-achtig rijk, niet beseffende dat zij daar echt terecht zou komen. Hij krijgt echter de kans zijn zusje terug te halen, maar dan moet hij wel naar het rijk waarnaar hij zijn zusje heeft verwenst en net zoals zij tal van nachtmerries doorstaan. Ondertussen wordt hij  tegengewerkt door verschillende personen die Kaatje helemaal niet kwijt willen. Stranders telt 445 bladzijden. De  53  illustraties zijn gemaakt door illustratrice Maaike Putman. Het landschap van Limburg (zoals de Mergelgrotten en De Peel), dat Stobbelaar leerde kennen tijdens haar opleiding in Maastricht, diende ter inspiratie.
Roel Reiné, de regisseur van Michiel de Ruyter, gaat het boek verfilmen. Het script wordt geschreven door Tijs van Marle (bekend als schrijver van o.a. het script voor de film Dummie de Mummie).